# O ševci Matoušovi a jeho přátelích
O ševci Matoušovi a jeho přátelích je román českého spisovatele Antala Staška. Časopisecky vyšel v roce 1927 (románová příloha deníku České slovo, vycházející od 30. března 1927), v knižní podobě byl vydán až v roce 1932. Jedná o Staškovu předposlední literární práci, kterou napsal během pozdního soužití se synem Ivanem Olbrachtem a přítelkyní Helenou Malířovou v Praze.
Příběh se odehrává okolo roku 1848, tedy roku revolučního, což tvoří ústřední motiv knihy. Je to do jisté míry román autobiografický, neboť se autor tématem navrací do svého dětství v rodném kraji (vesnice Vranov, která se v románu vyskytuje, má představovat podkrkonošskou ves Stanový). Dále jsou do díla zasazeny skutečné postavy a události ze vsi. Stašek se v románu navrací ke svému oblíbenému lidskému typu, a to k bytosti nespokojené, stále hledající pravdu a rozjímající o světě. Tento typ člověka zosobňuje švec Matouš, rebelant s dobrým srdcem, který se bije za spravedlnost, život mu však přináší spíše smůlu. 

## Děj
Matouš Štěpánek je syn ševce, který už od mala skáče z problému do problému. Do první větší potyčky se dostává ve škole, v průběhu konfliktu ho učitel praští rákoskou. Matouš to po příchodu domů žaluje tátovi a ten si to jde s učitelem vyřídit. Stejně jako Matouš ani jeho otec neumí jednat s chladnou hlavou a nakonec skončí ve vězení. Po škole se Matouš vydá na vandr do Uher, což mu umožní poznat svět a trochu se naučit nový jazyk. Po návratu z Uher se shledá se svým přítelem Vojtou Pecharem, který se má pod nátlakem rodičů stát knězem, on má ale jinou představu o životě. Hovoří společně o Morově utopii, myšlenka všeobecné rovnosti mezi lidmi se stává jejich životním cílem, za kterým bezhlavě jdou. Ve vesnici žije ještě jeden švec, Jirka Macháček. Jíra je úplný opak Matouše, oba se však zamilují do stejné dívky, Růzy Kyklové. Růza má velmi ráda oba ševce, chce se ale stát paní učitelovou, proto prohlásí, že si vezme toho, kdo získá pozici učitele v místní škole. Mezitím přijde rok 1848 a Matouš se společně s dalšími vesničany rozhodne jít do Prahy na barikády. K Růze se dostane informace, že Matouš při souboji s nepřáteli zemřel, a vezme si Jíru, jenž se v tu dobu už stal kantorem. Matouš však nezemřel, pouze strávil nějaký čas v nemocnici, nakonec se tedy k rodině a přátelům vrátí. Zklamaný z toho, co se ve vesnici událo, jde opět ševcovat a začne se bouřit proti vrchnosti. Několikrát se kvůli svému buřičskému chování dostane do vězení, v této době mu také zemře otec a poté i matka. Když se vrátí z vězení, zjistí, že nemá kam jít, neboť jejich dům místní lichvář podpálil. Jde si tedy sednout do lesa, kde se shledá nejen s Růzou, ale i s Toníkem Zachů, přítelem z dětství. Růza nechá oba chlapce přespávat u svého otce, společně pak začnou pracovat ve zdejší továrně. Nakonec se ukáže, že Jíra  není takovým manželem, jakého si Růza představovala, a uteče za Matoušem, kterému porodí syna. Matouš se ale opět dostane do potyčky a skončí ve vězení. Když Jíra zjistí, že Růza s dítětem trpí hladem a bídou, skousne svou hrdost a rozhodne se jim pomoct. Přijde za nimi o Vánocích na návštěvu a přinese jim jídlo. Poté si společně rozkrojí jablíčko, Růza tam však místo hvězdy spatří kříž a zanedlouho zemře. Matoušovi se taktéž o Vánocích podaří z vězení utéct, stačí se s Růzou a jejich synem rozloučit a utíká dál za hranice.

## Postavy
- Matouš Štěpánek – švec, vymyká se společenským konvencím, bije se za svobodu, má dobré srdce a smysl pro spravedlnost
- Jíra Macháček – švec, poté se ve vesnici stane kantorem, rád hraje na klarinet, je trochu upjatý a nezábavný
- Růza Kyklová – veselá, energická, chce se stát paní učitelovou
- Vojtěch Pechar – stejně jako pro Matouše je pro něho důležitá spravedlnost, je hodný a nebojácný

## Jazyk
Oproti jiným Staškovým sociálním románům a povídkám se dílo O Ševci Matoušovi a jeho přátelích svou stylistickou a jazykovou složkou liší. Autor většinou užíval spíše zastaralý jazyk se stylistickými konvencemi, zde ale jazyková archaizace není tak častá. Jazyková složka textu obsahuje i nářeční rysy a prvky z jiných slovanských jazyků. Všechny tyto aspekty dohromady vyvolávají polopohádkovou atmosféru a činí knihu čtivou i v dnešní době.

## Adaptace
Román byl roku 1948 zfilmován pod názvem O ševci Matoušovi a pod vedením režiséra  Miroslava Cikána. Ve filmu hrají Ladislav Pešek (Matouš Štěpánek), Vladimír Řepa (otec Štěpánek), Jaroslav Průcha (Verunáč), Jiřina Krejčová (Tonka Verunáčová), Běla Jurdová (Růza Kyklová), Jiří Dohnal (učitel Jíra Macháček).